# Boyabat

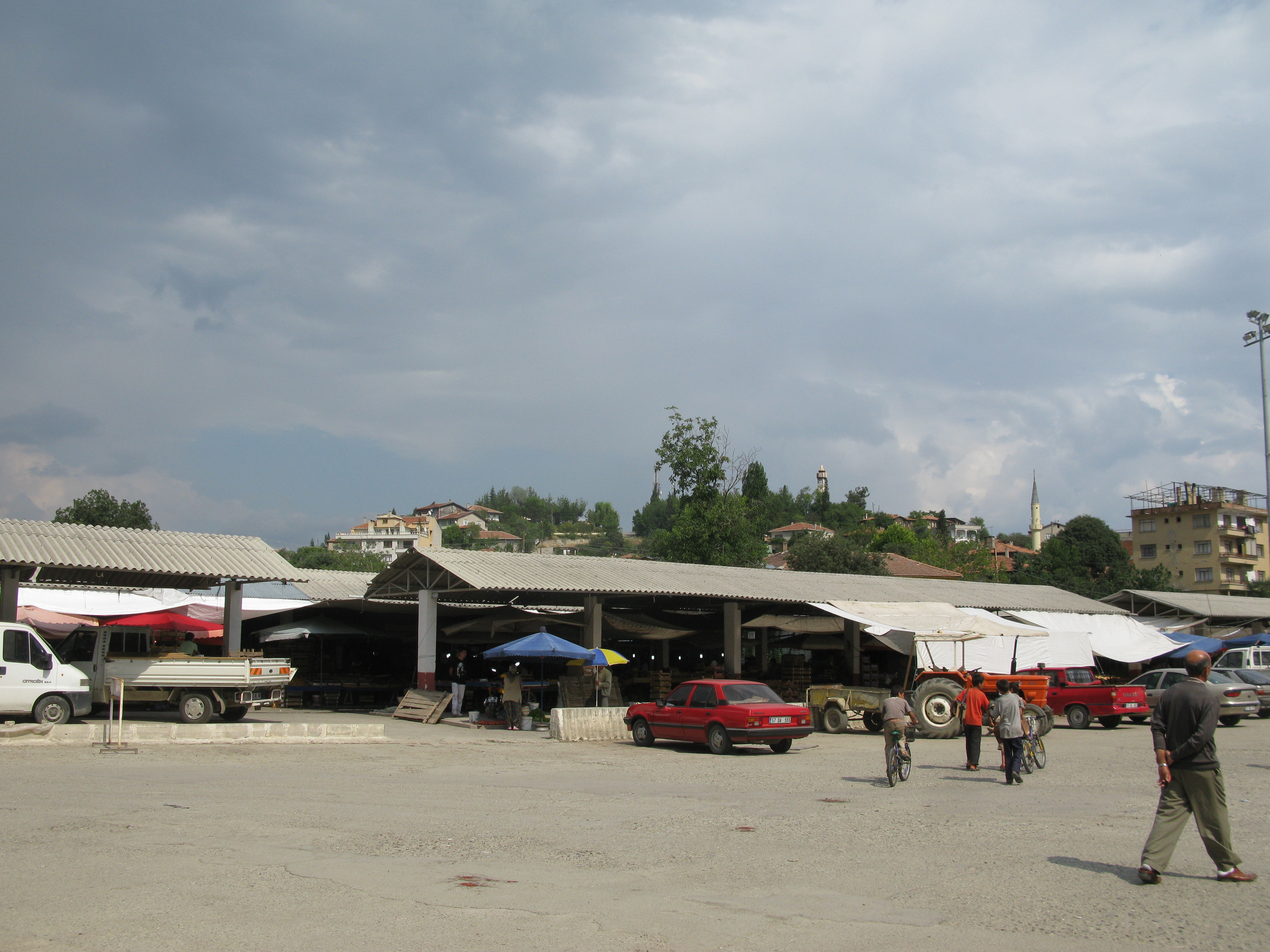
Markt am Busbahnhof von Boyabat

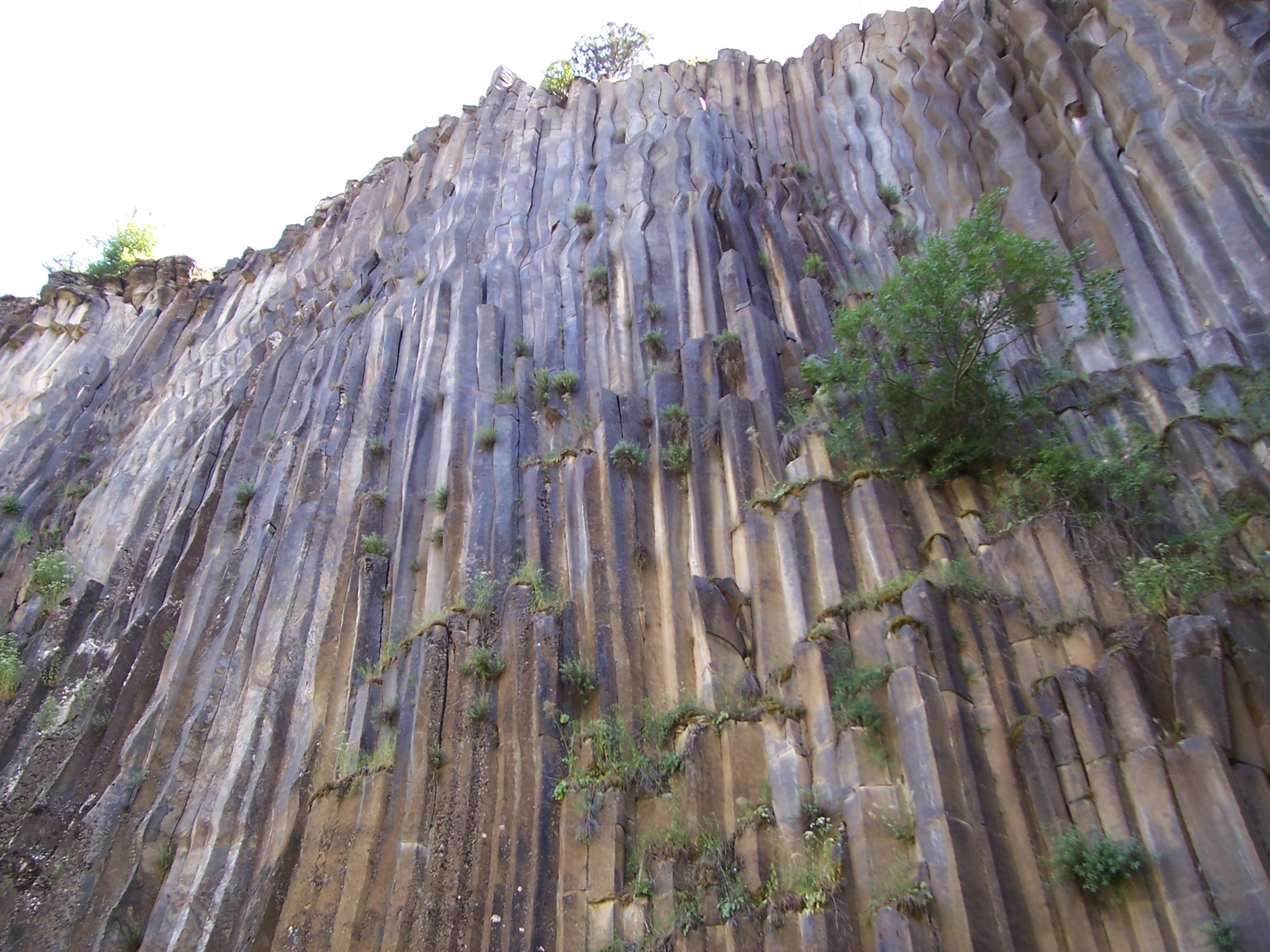
Basaltsäulen in Boyabat

Boyabat ist eine türkische Stadt und Hauptort des gleichnamigen Landkreises (İlçe) in der türkischen Provinz Sinop im Norden Anatoliens.

## Geographie
Die Kleinstadt liegt in der Schwarzmeerregion (türk. Karadeniz bölgesi) und ist ein wirtschaftliches Zentrum für die umliegenden Dörfer. Laut Stadtsiegel wurde der Ort 1868 zur Belediye (Gemeinde) erhoben.
Boyabat liegt am Westrand des Gökırmak-Tals am Gazi Deresi, einem kleinen Fluss, der wenige Kilometer weiter östlich in den Gökırmak einmündet. Eine in ihren Außenmauern gut erhaltene Burg überragt nordwestlich außerhalb der Stadt auf einer steilen Felsnase einen engen Durchbruch des Gazi Deresi. Stadtzentrum und Busbahnhof liegen unweit des Flusses.

## Geschichte
Die Geschichte der Region reicht bis 3000 v. Chr. zurück.

Der Kreis (bzw. Kaza als Vorgänger) bestand schon bei Gründung der türkischen Republik (1923). Zur ersten Volkszählung (im Oktober 1927) konnte der damals bevölkerungsreichste Kreis auf eine Einwohnerschaft von 60.116 (oder 35,23 % der Vilâyetbevölkerung von 170.624) verweisen, angesiedelt in 190 Ortschaften (auf 1570 km² Fläche). Im Verwaltungssitz Boy-Abad (damalige an das französisch angepasste Schreibweise) wohnten lediglich 6,03 % der Kreisbevölkerung (3623 Einw.).
Der Kreis verlor Teile seines Territoriums, als die Kreise Kargı (1936, Provinz Çorum), Durağan (1955) und Saraydüzü (1990) durch Abspaltung neu gebildet wurden. 1950 betrug die Kreisbevölkerung 1950 73.577, 1990 50.547 Einwohner.

## Verwaltung
Der Landkreis ist der größte der Provinz und hat die zweitgrößte Bevölkerung aller neun Kreise. Neben der Kreisstadt (64,6 % der Kreisbevölkerung) besteht er aus 107 Dörfern (Köy) mit durchschnittlich 147 Bewohnern. Sarıağaççayı und Yeşilyurt (beide 1582 Einw.) sind die größten Dörfer, Aşağıseyricek ist seit vier Jahren mit neun Einwohnern zugleich das kleinste Dorf in der Provinz. 37 Dörfer haben mehr Einwohner als der Durchschnitt.

## Verkehr
Die Stadt liegt am Kreuzungspunkt zweier Fernstraßen: Die in nordwestlich-südöstlicher Richtung verlaufende D030 (Karabük-Kastamonu-Amasya) sowie die in nordöstlich-südwestlicher Richtung verlaufende Fernstraße D785. Diese verläuft von Gerze (53 km entfernt) über Boyabat stückchenweise bis ins zentrale Kırşehir und soll ein Teil der Seidenstraße gewesen sein. Nordwärts trifft die D785 südlich der Stadt Sinop auf die parallel zur Küste verlaufenden „Schwarzmeerküstenstraße“ (Karadeniz Sahil Yolu) D010.

## Söhne und Töchter
- Yusuf Kemal Bey (1878–1969), türkischer Wirtschafts- und Außenminister
- Ali Vicdani Doyum (* 9. September 1947), Lehrer und Zahnmediziner in der Türkei und Deutschland, Biograf von Alfred Kantorowicz
- Erol Tok (* 1951), Fußballtrainer